# Craig Adams (musicista)
Craig David Adams (Otley, 4 aprile 1962) è un musicista britannico.
Lo si ricorda soprattutto per aver militato come bassista nei The Sisters of Mercy e per aver fondato con Wayne Hussey (ex Sisters anche lui) la band The Mission. 
Dopo lo scioglimento di questi ultimi, nel corso degli anni '90, ha fatto parte dei The Cult. Dopodiché è tornato per un paio d'anni nei redivivi Mission, con i quali ha realizzato l'album Aura del 2001. Dieci anni dopo è rientrato per celebrare il venticinquennale della band, partecipando anche alle registrazioni degli album The Brightest Light (2013) e Another Fall From Grace (2016) e ai relativi tour di supporto.